# 許金德
許金德（1908年12月30日—1990年10月27日），生於日治臺灣新竹州（今台灣新竹市），商人、政治人物，曾任新竹貨運、士林電機、南港輪胎、福成電子、國賓大飯店、臺灣電視公司等公司董事長，為仰德集團創辦人。中國國民黨籍，曾任多屆台灣省議員、第三屆台灣省議會副議長、中國國民黨中央評議委員。在新竹的地方派系屬「西許派」。
許金德曾支配新竹地方政壇多年，曾任新竹縣選區臺灣省議員達21年，創下福佬、客家籍輪流出任縣長及議長的慣例。:182亦有「新竹皇帝」之稱。

## 早年生平
許金德生於新竹油車港雙寬竹圍（今屬新竹市），五歲喪父，由母親撫養長大。1923年，畢業於新竹第二公學校（今新竹北門國小的前身）。1929年，畢業於臺北第二師範學校（臺北師範學校的前身，今台北教育大學），在新竹第一公學校（今新竹國小）任學校教師。1938年，新竹自動車株式會社成立，許金德進入新竹自動車株式會社運輸課任職。
1946年，第二次世界大戰結束，日本投降，國民政府派員接收台灣，許金德加入中國國民黨。同年，新竹自動車株式會社由許金德接手，改組為新竹貨運，任董事長。

## 政途
1951年，許金德當選第一屆臺灣省臨時省議會議員。之後連任第二、三屆臨時省議會議員，第一屆至第四屆省議會議員。
1953年，臺灣省第二屆臨時議會議員選舉，當時許金德與經營新竹客運的許振乾爭取國民黨提名，雖然二許得票居前二名，許金德只超前24票。然而在國民黨考慮二許都是福佬人，不得不考慮多數客家選民的感受，所以未提名許振乾，反而提名了初選第三的客家人鄒滌之。許振乾雖遵從黨紀，但心有不平，懷疑黨內投票動了手腳，從此走上較自主的路線，與許金德派系競爭激烈、和黨部也不盡交融。:299-300
1955年，任民營化後的台灣工礦董事長，負責資遣員工、處份資產、將其下的各部門進行分營。
1959年，將台灣工礦南港橡膠廠獨立為南港輪胎，任董事長。應李玉階之邀，投資《自立晚報》。
1962年，與日本三菱電機技術合作，成立士林電機。
1963年，許金德當選第三屆省議會副議長。
1964年，許金德與黃朝琴合資成立國賓大飯店。在黃朝琴之後，出任董事長。1965年，任《自立晚報》董事長。
1968年第六屆新竹縣長選舉中，國民黨提名的朱育英意外敗給無黨籍的劉榭燻。當時新竹縣在許金德支配下，形成福佬籍與客家籍輪流當縣長、議長的慣例。然而本屆在現任縣長「西許派」的彭瑞鷺卸任後，國民黨不甘由許金德支配新竹政壇。提名了非派系出身的朱育英，試圖壓制「西許派」。結果造成「西許派」反彈，結果由當時默默無名的劉榭燻當選。:182然而選後許金德亦被追究責任，同年省議員選舉許金德雖然五連任省議員成功，然而卻被從副議長之位被拉下、不再連任副議長，由蔡鴻文接任。:182許金德經此打擊後，十分灰心也深感恐懼，第四屆省議員任滿後從此離開政壇專心從商。:182
晚年許金德接受陳明通及陳秋坤等人訪問時透露當時國民黨的「派系替代政策」，並告之其受打擊另一因素為許曾藉國語學校校友名義，定期召開原國語學校（今台北教育大學）出身的地方政壇人士聚會，被國民黨中央視為串聯結盟的行為，因此難逃被打擊的命運。:182

## 晚年
1976年，許金德出任台視董事長。
1988年秋季，罹患糖尿病，不良於行。
1990年10月，死於心臟衰竭。

## 商業事業
許金德在新竹創辦山崎高工（現改制為仰德高中），又設立仰德工業研究發展中心。
推廣排球與高爾夫球運動。在新竹創辦新豐高爾夫球場。

## 其他
- 許金德長期掌握新竹政壇，被稱為「新竹皇帝」。1955年，「西許派」大將林黃財遭掌握其賄選證據而被法院判決議員無效。當時黨外陣營的律師黃繼圖（黃旺成之子）曾在1955年3月1日的日記上寫下帶有主觀性的記錄：「自誇新竹皇帝許金德之頭支兇手林黃財斃矣！許金德自三年前帶師出馬東奔西跑，連戰連捷，先以金錢並疏開議員打垮了父親之省議競選，致使我出來當市民代表會主席，木筆出來市議員，預備反擊。第二屆議會議長，因縣長之不明與金德合作，擁護金德的參謀奸詐第一號陳添登爬上寶座，再而僅以二十五票打敗了許振乾之省議員提名，是時金德已稱新竹皇帝矣！...但霸道不能持久，流氓作風令人厭惡，第二屆縣長忘恩負義支持張青雲，險將朱盛淇打倒...陳添登兩年間議長醜事盡露，第三屆議長莊金火打敗陳添登，今日林黃財又當選無效，全軍覆沒。...回客雅報父親...我與錦六盡夜痛飲祝賀。」[2]

## 家庭
- 其妻鄭緞，兩人生有二女許淑貞、許淑婉。許育瑞為其外孫。